# Myspace
Myspace是一個網站，提供人際互動、使用者自定的朋友網路、個人檔案頁面、部落格、群組、照片、音樂和影片的分享與存放。
除此之外也提供內部的搜尋引擎和內部的電子郵件系統。該網站的總部位於美國加州的聖塔莫尼卡，其母公司總部則位於紐約市。根據 Alexa 網路公司調查，Myspace曾是全世界第四受歡迎的英語網站，而在所有語言的網站中，受歡迎的程度則曾排名第六，並且也是美國第三受歡迎的網站，有許多星期Myspace的排名皆為第一名。Myspace提供的服務比起其他的小型網站更受歡迎，在所有社交網路網站的造訪次數中，Myspace就佔了將近80%。在英語系的國家中，Myspace在現代流行文化中具有越來越大的影響力。該公司共有300名員工，2005年新聞集團（News Corporation）併購了Myspace，Myspace並沒有獨立公佈營收和獲利，而是合併於新聞集團的總營收中。在2006年8月9日，第一億個帳號在Myspace創建，而據新聞指出在2006年9月6日該網站的帳號數量為一億六千萬個，Myspace表示每天增加約23萬個新帳號，不过Myspace的用户数量正在不断下降。最近，该网站推出了new.myspace.com，在进入myspace.com时，会提示选择版本。2011年新聞集團將Myspace出售給Specific Media，後者在2016年又成為時代公司的子公司。

2010年的商標

## 歷史

MySpace先前的中国分站标志。

目前的Myspace服務是在2003年7月開始，由湯姆·安德森（Tom Anderson，柏克萊加州大學和洛杉磯加州大學的校友）、目前的總裁與執行長克里斯·德沃菲（Chris DeWolfe，是華盛頓大學和南加州大学的校友），以及一個小型程式設計師團隊創立。原本由 Intermix Media 公司擁有Myspace的一部份，2005年7月鲁伯特·默多克的新聞集團（福克斯廣播公司和其他媒體企業的母集團）以5.8億美元（約新台幣188億元）買下Myspace。而根據財務分析師的意見，這次的併購金額讓Myspace的價值提升了約3.27億美元（約新台幣106億元）。（页面存档备份，存于）
Myspace公司的歷史和創辦人湯姆·安德森的個人情況也引起了一些公眾爭議。
在2006年7月，福斯宣佈計畫成立英國版本的Myspace，希望能藉此「進入英國的音樂市場領域」。該公司同時也計畫成立中國和部份其他國家版本的Myspace。
2007年4月27日凌晨，myspace.cn测试版上线。
在2011年6月30日Myspace行政總裁 Mike Jones以郵件方式向全體員工宣佈，Myspace以3500萬美元被在線媒體和廣告公司Specific Media收購。當中歌手賈斯汀·汀布萊克（Justin Timberlake）也在Myspace出售交易中獲得部分股份。賈斯汀亦公佈Myspace將會改版，具體消息將於明年2012年於發布會上宣佈。

## 個人檔案的內容

### 自我宣傳、博客、多媒體
個人檔案中包含兩個標準的個人宣傳區塊（blurbs）：分別為「關於我」（About Me）和「我想遇見的人」（Who I'd Like to Meet）。此外個人檔案也包含「興趣」和「細節」（Details）區塊。若是使用者沒有親自填寫內容，則這些區塊不會顯示。個人檔案中也提供博客（blog），並有制式化的欄位可供放置內容、表情符號和其他媒體。Myspace也可以上傳圖片，使用者可以選擇已上傳圖片之一作為「使用者預設圖片」（default image），這張圖片將會顯示在個人檔案的主頁、搜尋頁面，以及回應評論、個人訊息時使用者名稱旁邊的圖示。在Myspace的視訊服務中，也可以將 Flash 等內容嵌入頁面。

### Friend Space
使用者的「Friend Space」（直譯為「朋友空間」）包含使用者的朋友數量、「Top Friends」（最好的朋友）區域，以及可檢視使用者所有朋友的連結。使用者可以選擇特定數量的朋友顯示在「Top Friends」區域。「Top Friends」以前限制最多僅能顯示八位朋友，因此有人利用非官方的外部工具來模擬一個沒有限制數量的「Top X Friends」區域。目前Myspace的「Top Friends」區域能夠容納4、8、12、16、20或24位朋友。中文版的Myspace（聚友网）的Top Friends的上限为40人。

### 意見
在使用者的Friend Space下方（根據預設值）是「意見」（comments）區塊，使用者的朋友能夠在這裡留下意見或評論供所有人閱讀。MySapce 的使用者可以刪除任何意見，也能夠要求所有意見必須經過自己的確認才能張貼。如果某個使用者的帳號被刪除，該帳號在網站上所有留下的意見也都會被刪除。

### 個人化
Myspace允許使用者調整他們自己的個人檔案頁面。雖然無法使用JavaScript，但可以使用HTML和CSS來改變個人頁面中大部分的內容。使用者也可以利用Myspace Music在個人頁面中嵌入音樂，樂團或獨立藝人可以將他們的歌曲放在個人檔案中。此外，視訊影片、Flash、以及幾乎所有東西都可以加入頁面中，大致類似標準的HTML頁面。由於許多Myspace使用者並不會使用 HTML，非官方的程式碼編譯網站開始出現來幫助這些使用者。

## 特色

### 軟體
MySpace公司的伺服器全都是在Windows Server 2003作業系統上執行Microsoft IIS。

### 公告
使用者可以將「公告」（Bulletins）訊息發送給所有在朋友名單內的人。公告在想要通知整個朋友名單時非常實用，不需要分別發送訊息給個別的使用者。某些使用者利用公告功能發送關於政治、宗教，或關於其他事物的連鎖訊息。在發送十天後公告便會被刪除。

### 群組
Myspace的群組功能能夠讓一群使用者分享共同的頁面和留言板。

### 語言版本
在2006年初Myspace開放讓使用者選擇不同地區版本服務。實際上使用者即使試圖選擇其他的地點，目前還是會被引導至他們所在「當地」的站台。提供的選擇包括：全球網站、澳洲、法國（beta 測試階段）、德國（beta 測試階段）、愛爾蘭、日本（beta 測試階段）、英國和美國（實際上是被當作全球網站）。
獨立的個別地區版本會自動根據地區來顯示內容（例如英國使用者會在「Cool New Peopl」欄位中看見其他的英國使用者，此外還有適合英國當地的廣告和活動訊息），此外也提供英語以外的其他語言，或是依照英語系世界地區顯示不同的拼字和文法（例如在美國是：favorites、月／日／年，其他地區則是：favourites、日／月／年）。

## 批評

### 相容性
絕大多數的Myspace頁面是由不甚熟悉HTML的使用者自行設計，僅有少數頁面符合W3C（页面存档备份，存于）制定的 HTML 標準，這將可能造成訪問這些頁面時發生相容性問題。此外，Myspace的設計能讓任何使用者自行設定個人頁面的版面和配色，而完全沒有任何限制或規範，還提供了並非由CSS或其他方式包裹的網路廣告。由於Myspace的使用者不一定具備網路應用程式開發技能，這樣的設計可能會引發更多的問題。建構上有瑕疵的Myspace個人檔案頁面可能會讓網路瀏覽器當機。，這是由於不正確的CSS編碼、或是使用者放置過多高頻寬的物件，包含影片、圖片、Flash動畫等（有時候多媒體影片和聲音檔案會在個人頁面載入時全部一起自動播放）。《PC World》雜誌基於上述理由，將Myspace列為有史以來25個最糟網站的第一名。
此外，各種新功能漸漸推出，加上不斷增加的Myspace會員數量，造成網站的頻寬用量上升。有時會讓伺服器因此變得緩慢，在尖峰時間的使用者可能會看到「伺服器過度忙碌」（Server Too Busy）的錯誤訊息，有時一整天會經常出現「抱歉！發生未知的錯誤。這個錯誤已經回報給Myspace技術團隊。」等各種錯誤訊息。

### Myspace中國的政治審查
2007年4月底，MySpace在中華人民共和國推出MySpace.cn聚友（MySpace中國）試用版。新聞集團以在該國境內成立獨立公司的模式，找來在地人營運聚友。然而在2007年5月，科技新聞網站Tixyt.com發現，聚友有政治審查現象：網站架構與其他國家的MySpace相近，論壇區卻未見各國最熱門的政治與宗教議題；網站另設「舉發不當內容」的對話方塊，呼籲網友舉發站內任何涉及「危害國家安全、洩露國家機密……或干擾社會秩序」的發言；張貼有「台獨」、「法輪功」、「達賴喇嘛」等政治敏感字眼的發言時，會顯示下列訊息而無法張貼：「抱歉，您想張貼的文章恐有不當內容。請刪除不當字句後再行發表，謝謝。」對此，聚友聲明：「本公司是本國人擁有、營運與管理的公司，遵守本地法律與執法要求。」

## 封鎖
美國和英國的許多學校與公眾圖書館都禁止連結至MySpace，因為該網站已經成為「學生之間八卦傳言和惡意評論的天堂」 。
一間位於美國紐澤西州的天主教學校甚至禁止學生在家中使用MySpace，儘管專家質疑這項禁令的合法性，學校宣稱此舉是為了保護學生，避免他們在網路上遇到危險人士。
在2006年7月28日，美國眾議院通過了一項備受爭議的法案，其中要求圖書館和學校接收特定類型的聯邦資金贊助（E-rate），以防範未成年人在不被監督之下使用聊天室或社交網路網站（例如MySpace）。這項法案又被稱為「2006年消除網路危險份子行動」（Deleting Online Predators Act of 2006，DOPA）在參議院以410票贊成、15票反對的結果通過。
中国大陆访问MySpace.com曾被重定向到google.com，後來解封，但Myspace中国（聚友网）已在2011年停止服务。

## 法律問題
在2006年5月，紐約長島的兩名青少年尚恩·哈里森（Shaun Harrison）和薩維歐·蒙戴利（Saverio Mondelli）因為非法侵入電腦和試圖勒索MySpace而被起訴，是因為兩人宣稱已經侵入Myspace竊取使用者的個人資料，並威脅Myspace必須付給兩人15萬美元，否則他們將會公開侵入Myspace的方法。兩名青少年隨後被喬裝成Myspace員工的洛杉磯臥底警察逮捕。
2007年1月29日，MySpace宣布，网站将允许全国失踪和受剥削儿童保护中心进入网站的色狼数据库，查看近50个州性犯罪者的记录，用于有关儿童性侵犯的执法调查。

## Myspace名人
MySpace也創造出了許多「Myspace名人」，這些人在MySpace上受到數百或數千名「朋友」的歡迎，可能因此讓他們在其他媒體中出現。《花花公子》（Playboy）2006年6月號的雜誌中，就有「MySpace的女人」（Women ofMyspace）裸照專輯（而文章中卻也同時批評Myspace上出現裸照的問題）。這些人可以透過Myspace發表他們正在進行的活動、工作計畫（例如專輯或是服裝系列）。雖然某些人僅是網路名人，但也有因此在電視、雜誌和廣播中曝光的人。例如克莉絲汀·朵絲（Christine "ForBiddeN" Dolce）在電視節目《泰拉·班克斯秀》（The Tyra Banks Show）中登場，並在《花花公子》2006年10月號中有她個人的裸照專輯。
此外，Myspace的音樂部份也幫助許多的業餘樂團成長。其中之一的例子就是英語樂團北極潑猴（Arctic Monkeys），他們的成功一部份應該歸功於在Myspace上的人氣。當《Prefix》雜誌問到他們關於Myspace上受到歡迎的程度，樂團指出他們其實原本並不知道Myspace是什麼，而他們在網站上的個人頁面是由歌迷替他們設立的。而英國流行歌手莉莉·艾倫（Lily Allen）的知名度也被認為一部份是來自在Myspace上的宣傳，不過莉莉本人否認了這點。一位澳洲的電視節目主持人訪問莉莉：「根據媒體的描述，妳幾乎可以說是被Myspace發掘的，這個說法對嗎？」莉莉回答「完全不對，在我申請Myspace帳號前就已經簽下了唱片合約，這...一點都不符合事實。」

## 與YouTube的競爭
YouTube於2005年初在網路上成立，隨後在MySpace上很快的受到歡迎，因為許多MySpace的使用者在他們的個人檔案中置入位於YouTube的影片。Myspace意識到這可能會對新的Myspace Video服務造成威脅，因此禁止使用者在個人檔案頁面中置入YouTube的影片。這項政策在MySpace引起使用者的廣泛抗議，迫使MySpace在不久後取消這項限制。但自此之後，嵌入在MySpace頁面上的YouTube影片連往 YouTube 首頁的連結遭到封鎖，讓使用者很難藉此 YouTube的網站上找到同樣的內容。
之後YouTube成為網際網路上成長速度最快的網站之一，根據 Alexa 計算的造訪人數成長也超越了Myspace。在2006年7月數家新聞機構報導 YouTube 已經超越Myspace。在2006年9月的股東大會上，新聞集團的首席營運長（COO）彼得·查寧表示，實際上所有的現代網路應用服務（指的是YouTube、Flickr和Photobucket）只是「在Myspace後面追趕」，他還說「我們就算不能贏過他們也不會輸給他們」

## 流行文化中的Myspace
隨著MySpace漸漸變得非常熱門，有時候也會在流行文化中出現相應的參照，大多數是出現在英語系國家（特別是美國）的流行文化中。
- 在歌手"Weird Al" Yankovic的前十名單曲「White & Nerdy」中，歌詞提到他的MySpace個人檔案「整個超棒」（totally pimped out），並且人們都搶著希望能進入他的前八名好友。這支音樂錄影帶可以在 他的個人檔案（页面存档备份，存于）中看到。
- 電子音樂歌手John B於2006年發行了一首歌曲關於MySpace在個人關係上造成的影響，歌名為「我在MySpace上跟蹤妳」（I've Been Stalking You OnMyspace）[36]
- 在電影《驚聲尖笑4》（Scary Movie 4）中，馬哈里克（Mahalik）表示他要把他和 C.J 的爭吵內容記載在MySpace的部落格中。
- 電視影集《超自然檔案》（Supernatural）中，山姆（Sam）和迪恩·溫徹斯特（Dean Winchester）的線民之一，給了迪恩一個連往她的Myspace個人頁面的網址，因此讓他問山姆MySpace是不是一個色情網站。

## 國際版本
- Myspace Global
- Myspace Australia
- Myspace Canada
- 聚友網（中國）
- Myspace France
- Myspace Finland
- Myspace Germany
- Myspace Ireland
- Myspace Latin America
- Myspace Italy
- Myspace Japan
- Myspace Mexico
- Myspace Netherlands
- Myspace New Zealand
- Myspace Spain
- Myspace UK
- Myspace USA

## 其他
- 在2006年8月8日，搜尋引擎Google簽下了一份9億美元的合約，將 Google 的搜尋功能和廣告放在MySpace網站。[37][38][39]倘若MySpace在3年內的訪客人數，能超過特定流量，Google將支付Myspace 9億美元。但由於MySpace流量過低，故新聞集團估計只能拿到1億美元。[40]